# Samarreta sense mànigues

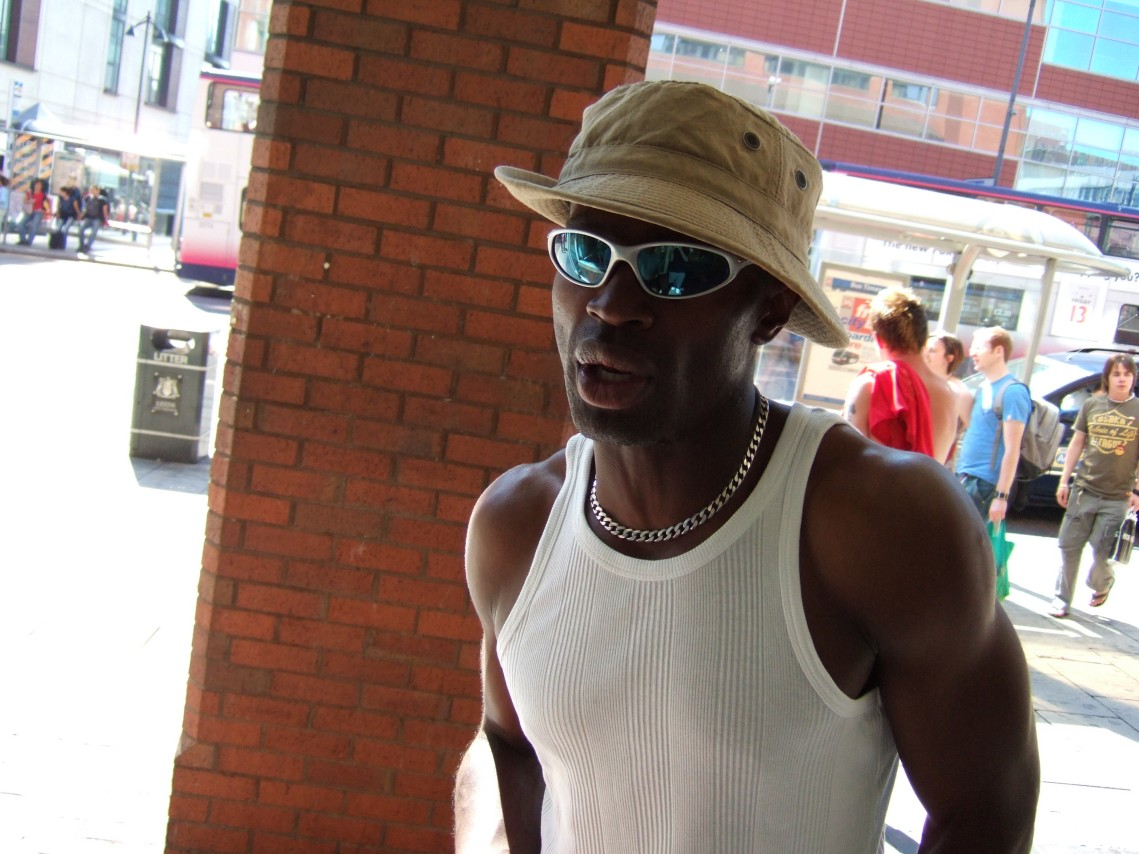
Un home vestit amb una camiseta sense mànigues

La samarreta o camiseta sense mànigues, camiseta (d')imperi, camisola o mariol·lo (a les Balears) és una camiseta fina portada tocant la pell, sense mànigues, podent ser escollada al davant i a l'esquena. La samarreta sense mànigues descobreix les espatlles, i deixa aparèixer els braços totalment. L'escolladura pot ser més o menys oberta segons els models. És a l'origen una roba interior de jersei, de tricots o malles. Com la samarreta, és un vestit originàriament amagat, portat sota altra roba, modernament per a evitar de suar en la camisa que hom duu damunt. Ha esdevingut un vestit pròpiament dit amb l'evolució de la moda.
La seva variant que és purament una camisa sense mànigues és portada per atletes en esports com l'atletisme i el triatló.
La camiseta sense mànigues hauria estat inventada pels forts des Halles, els estibadors de París al mig del segle XIX. Volent alliberar-se els braços però protegir-se la ronyonada dels corrents d'aire, van crear una samarreta de llana sense màniga. Prengué el sobrenom de « marcel » després de la seva comercialització per Marcel Eisenberg, propietari de la calceteria Marcel, a Roanne.
Quan és destinada a les dones, es pot designar pel terme anglès top o alt.
Pot ser de braços descoberts o amb els braços i una part del pit descoberts, a nivells variables.

## Al cinema
La samarreta sense mànigues blanca ha entrat a la cultura popular amb el concurs, entre d'altres, de James Dean, de Marlon Brando, que la portava ajustada al film A Streetcar Named Desire. Duu el nom a Amèrica i Austràlia de wifebeater (literalment « atupador de dona ») que podria venir justament del personatge, un home violent, interpretat per Brando al film.
També n'han portat actors com Bruce Willis o Denzel Washington incarnant personatges virils en films d'acció.